# Joseph Keter
Joseph Keter (Lessos, 13 de junho de 1969) é um ex-meio fundista queniano, campeão olímpico dos 3000 metros com obstáculos.
Oficial do exército queniano, teve apenas uma boa temporada durante sua carreira no atletismo, que culminou com uma medalha de ouro em Atlanta 1996. O grande favorito da prova era o também queniano Moses Kiptanui tricampeão mundial, recordista mundial e o primeiro homem a correr a prova em menos de 8 minutos. Mas na volta final da prova, Keter e Kiptanui corriam ombro a ombro até o último fosso d'água, quando então Keter conseguiu ir abrindo uma pequena vantagem e aumentá-la para vencer por 1,21 s.
Após os Jogos, Keter derrotou Kiptanui novamente em Mônaco, fazendo a sua melhor marca da carreira – 8:05.99. Após esta temporada bem sucedida, ele participou sem grande destaque por mais alguns anos desta prova, chegando a vencê-la no IAAF Grand Prix de 1997.